# Считалочка
«Считалочка» — четвёртый студийный альбом российской певицы Натали, выпущенный в 1999 году на лейбле Jeff Music.

## Отзывы критиков
| Оценки критиков | Оценки критиков |
| Источник        | Оценка          |
| --------------- | --------------- |
| Живой звук      | [ 1 ]           |

Обозреватель газеты «Живой звук» Александр Кутинов оценил альбом на два балла из пяти и написал: «На удивление похоже на „Золотое кольцо“, только без псевдосарафанных страданий. Зато и без однобоких, топорных, но крепко, намертво сделанных хитов Костюка. Убогая, шумная и до отвращения печальная попса, не дотягивающая, несмотря на пергидролевый колор певицы, до таких королев жанра трэш, как Распутина, Маркова и даже Разина. Самый сильный трек — последний, караоке-версия „Считалочки“; по крайней мере, под неё можно спеть какие-нибудь неприличные слова собственного сочинения, а они, надо сказать, так и просятся».

## Список композиций
1. «Улыбочка» (Наталья Тимченко, Наталья Рудина) — 3:51
2. «Считалочка» (Наталья Тимченко, Наталья Рудина) — 3:26
3. «Вишня (Расцвела под окошком…)» (Вениамин Бурыгин, Михаил Чумаков) — 3:38
4. «Звёзды падали с неба» (Дмитрий Чижов, Наталья Рудина) — 3:24
5. «Насмешница-судьба» (Наталья Тимченко, Наталья Рудина) — 3:28
6. «Я уезжаю от тебя» (Марина Корнева, Наталья Рудина) — 3:59
7. «4 стены» (Наталья Рудина, Наталья Рудина) — 3:26
8. «Лодочка» (Симон Осиашвили, Игорь Зубков) — 3:08
9. «Облака (Пишите письма…)» (Дмитрий Чижов, Наталья Рудина) — 3:17
10. «Не стерпелось не слюбилось» (Симон Осиашвили, Игорь Зубков) — 4:14
11. «Провинциальная девчонка» (Сергей Трофимов) — 3:29
12. «Новогодние игрушки» (Андрей Дементьев, Аркадий Хоралов) — 3:44 — дуэт с Аркадием Хораловым
13. «Я жду весну» (Андрей Дементьев, Евгений Мартынов) — 4:06
14. «Считалочка» (Наталья Рудина) — 3:26 — Караоке

## Видеоклипы
- 1998 — «Облака» (реж. Игорь Зайцев)[2]
- 1999 — «Не стерпелось, не слюбилось» (реж. Игорь Зайцев)[3]
- 1999 — «Считалочка» (реж. Игорь Зайцев)[4]